# Хасан Салихамиџић
Хасан Салихамиџић (Јабланица, 1. јануар 1977) бивши је босанскохерцеговачки фудбалер, који је у каријери наступао за клубове: Хамбургер, Бајерн Минхен, Јувентус и Волфсбург.

## Каријера
Прве фудбалске кораке Салихамиџић је направио у дресу Турбине за коју играо од 1987. до 1991. Као велики таленат 1992. је прешао у редове мостарског Вележа. Прошао све репрезентативне селекције бивше Југославије и у свакој је био један од најбољих. Као петнаестогодишњак побегао је у Немачку због рата, који се у то време све више ширио Босном и Херцеговином. Шест месеци је радио као конобар у једном кафићу како би зарадио новац за путне трошкове. Поред великих обавеза Салихамиџић је редовно тренирао. У новембру 1992. године Салихамиџић одлази у Хамбург и уз помоћ рођака Ахмета Халилхоџића се прикључује тренинзима јуниорског тима ХСВ-а. У то време његов тренер је био Феликс Магат, који је један је од најзаслужнијих за Хасанов успех.
Након кратког боравка у јуниорском тиму, Салихамиџић је пребачен у први тим ХСВ-а, где је убрзо постао један од најбољих играча. Један период становао је код саиграча Франциска Копада, пореклом Шпанца. Тамо је упознао његову сестру Естер са којом је још увек у вези. 
Након игара у Хамбургу, многи велики клубови су били заинтересовани за његове услуге, међу њима великани као што су Барселона и Бајерн Минхен. Хасан се одлучио за Бајерн, који му је боље одговарао, јер је хтио остати и играти у Немачкој. У својој првој сезони у Бајерну постигао је неколико кључних погодака у Лиги шампиона (Барселона, Манчестер јунајтед), који су Бајерн одвели у финале најјачег европског такмичења. 15. јануара 2007. потписује четворогодишњи уговор са италијанским Јувентусом. У првој сезони у клубу је био стандардан играч, и забележио је 30 наступа у дресу новог клуба, поред неколико пауза због повреда, са чак импресивних 5 голова, што укључује чак два гола која је постигао у победи Јувентуса од 3:2 против Милана 12. априла 2008. Друга и трећа сезона нису биле тако успешне за њега, због неколико већих повреда.

## Репрезентација
Салихамиџић је успешно наступао за репрезентацију Босне и Херцеговине, за коју је одиграо 43 утакмице и постигао 6 голова. Дана 18. августа 2006, одлучио је да се повуче се из репрезентативног фудбала.

## Успеси

### Бајерн Минхен
- Бундеслига (6) : 1998/99, 1999/00, 2000/01, 2002/03, 2004/05. и 2005/06.
- Куп Немачке (4) : 1999/00, 2002/03, 2004/05. и 2005/06.
- Лига куп Немачке (4) : 1998, 1999, 2000. и 2004.
- Лига шампиона (1) : 2000/01. (финале 1998/99.)
- Интерконтинентални куп (1) : 2001.
- УЕФА суперкуп : финале 2001.